# Wadi Aabet (archäologischer Fundplatz)
Die archäologische Fundstätte Wadi Aabet liegt bei Tripoli im Libanon im namengebenden Wadi, also einem im Sommer trockenfallenden Fluss. Entsprechend der Tatsache, dass die Entdecker des Fundplatzes französische Jesuiten waren, wird der Fundplatz vielfach auch Ouadi Aabet genannt.
Der Fundplatz wird dem Mittleren oder frühen Spät-Acheuléen der Levante zugerechnet. Er stammt aus dem ersten Viertel des Mindel-Riß-Interglazials und unterscheidet sich dabei deutlich von der 1946 entdeckten Oberflächenfundstätte Ras Beirut Ib, die der Latamne-Kultur oder -Tradition zugerechnet wurde. Datierungen an solchen Stätten sind deshalb meist unmöglich, weil sie keine Stratigraphie aufweisen, daher wird der Platz der langen Epoche des Mittleren Acheuléen zugeordnet, was etwa der Zeit vor 700.000 bis 400.000 Jahren entspricht. Der Fundplatz im Wadi stellt einen ehemaligen Strandplatz dar. Solche Plätze sind im Libanon selten, da der Übergang von den Gebirgen zum Meer im Allgemeinen sehr steil ist. Dies dürfte auch im Acheuléen der Fall gewesen sein.
Insgesamt fanden sich im Wadi Aabet 53 Artefakte, davon wurden neun als Faustkeile eingeordnet. Unter ihnen war ein Faustkeil aus Basalt. Er stellt den einzigen Fall einer Adaption dieser Technik an ein anderes lokales Material dar.